# Rockos modernes Leben: Alles bleibt anders
Rockos modernes Leben: Alles bleibt anders (Originaltitel: Rocko’s Modern Life: Static Cling) ist ein US-amerikanischer Zeichentrick-Fernsehfilm aus dem Jahr 2019. Er ist eine Fortsetzung der Serie Rockos modernes Leben, die von 1993 bis 1996 von Nickelodeon produziert wurde. Ursprünglich sollte der Film im Jahr 2018 auf Nickelodeon gezeigt werden, blieb aber unausgestrahlt. Der Sender verkaufte die Ausstrahlungsrechte schließlich an Netflix, wo der Film seit dem 9. August 2019 abrufbar ist.
Der Film handelt von den Hauptfiguren der Fernsehserie, die nach Jahren im Weltall wieder zur Erde zurückkehren. Während seine Freunde den vielen Veränderungen im Alltag positiv gegenüberstehen, ist Rocko skeptisch. Da seine mittlerweile nicht mehr ausgestrahlte Lieblingsfernsehserie The Fatheads alles ist, was ihm von seinem alten Leben geblieben ist, versucht er mit allen Mitteln, diese wieder aufleben zu lassen.
Der englische Originaltitel ist eine Anspielung darauf, dass sich Rocko an die Vergangenheit und somit auch an das Rauschen (englisch static) seines alten Fernsehgeräts klammert (englisch to cling).

## Handlung
Rockos Haus wurde in der letzten Folge der Originalserie per Rakete in den Weltraum katapultiert, weswegen er, sein Hund Spunky sowie seine Freunde Heffer und Filburt seit zwanzig Jahren dort festsitzen. Sie haben die ganze Zeit damit verbracht, alte VHS-Kassetten ihrer Lieblingsserie The Fatheads anzusehen. Als sie mit ihrem Haus an der Erde vorbeischweben, bemerkt Filburt, dass sich die verloren gegangene Fernbedienung für die Rakete all die Jahre über in Heffers Gesäßfalte befand. Filburt betätigt einen Knopf, worauf die Rakete zurück zur Erde fliegt und die vier wieder in ihrer Heimatstadt O-Town landen. Sie müssen schnell feststellen, dass sich in den letzten zwanzig Jahren vor allem in Sachen Technologie sehr viel verändert hat. Während Heffer und Filburt von ständig modifizierten Mobiltelefonen, Energydrinks, Food Trucks und 3D-Effekten im Kino begeistert sind, kann sich Rockos für die Änderungen nicht erwärmen und schließt sich in seinem Haus ein. Seine Nachbarin Bev Bighead, die ihn im Gegensatz zu ihrem Ehemann Ed stets sehr mochte, stattet Rocko einen Besuch ab, um ihn auf der Erde willkommen zu heißen. Als Rocko sie fragt, warum The Fatheads nicht im Fernsehen läuft, antwortet Bev, dass die Sendung bereits vor vielen Jahren abgesetzt wurde, was Rocko völlig schockiert.
Inzwischen macht Ed Bighead während seiner Büroarbeit beim Großkonzern Conglom-O einen Fehler, was dazu führt, dass der Konzern und somit auch die gesamte Stadt bankrottgehen. Ed wird entlassen, sein Haus soll am Folgetag zerstört werden. Auf Vorschlag von Rocko gehen Ed und Bev daraufhin zu ihrem Vorgesetzten Mr. Dupette, um ihn davon zu überzeugen, eine Wiederaufnahme von The Fatheads zu produzieren. Rocko ist der Meinung, dass mit dieser genug Geld eingenommen werden wird, um das Aus der Firma zu verhindern. Der Plan geht auf, Mr. Dupette stellt Ed wieder ein. Allerdings übergibt er die Regie der Wiederaufnahme schließlich an die Chamäleon-Brüder, die Rocko früher oft gemeine Streiche gespielt haben. Sie sollen einen The Fatheads-Fernsehfilm mithilfe von CGI drehen. Rocko befürchtet, dass der vollkommen neue Stil den Film ruinieren wird, weswegen er sich auf die Suche nach Ed und Bevs Sohn Ralph macht. Dieser erfand die Serie damals, allerdings weiß niemand, wo er sich befindet, da er vor Jahren loszog, um zu sich selbst zu finden und sich seitdem nicht gemeldet hat. Mithilfe einer an einer Drohne befestigten Couch reisen Rocko, Heffer und Filburt um die Welt. Über einer Wüste kommt es zu einer Bruchlandung, da die Batterie der Drohne leer ist. Nach einem längeren Marsch finden sie einen Fatheads-Eiscremewagen, der Ralph gehört. Ralph ist trans und heißt nun Rachel. Rocko bittet Rachel inständig, zurück nach O-Town zu kommen und die Leitung des Fernsehfilms zu übernehmen. Sie lehnt zunächst ab, als sie jedoch erfährt, in welcher prekären Situation sich ihr Vater befindet, kehrt sie mit Rocko und seinen Freunden zurück in ihre Heimatstadt.
In der Zwischenzeit ist Mr. Dupette mit der Version der Chamäleon-Brüder äußerst unzufrieden und deshalb höchst erfreut, als Rocko mit Rachel im Conglom-O-Gebäude ankommt. Ed ist dagegen erbost, als er Rachel sieht, er kann die neue Identität seines Kindes nicht akzeptieren und verlässt seinen Arbeitsplatz. Rocko folgt ihm niedergeschlagen, während Rachel beschließt, trotz der Worte ihres Vaters den Film fertigzustellen. Rocko gesellt sich zu Ed in dessen zerstörtem Haus. Die beiden kommen ins Gespräch über ihre Angst vor und Ablehnung von Veränderungen. Kurz darauf erscheinen die Winds of Change vor den beiden und erklären ihnen, dass Veränderung der Schlüssel zum Glück sei. Danach erhält Rocko von Heffer und Filburt einen Anruf: Die Uraufführung des Fernsehfilms findet in Kürze bei Conglom-O statt. Rocko geht mit einem immer noch schlecht gelaunten Ed dorthin. Der Film kommt aufgrund des Fathead-Babys, einer neuen Figur, bis auf Rocko bei allen Zuschauern sehr gut an, weswegen er Unmengen an Geld einspielt. Ed ist gerührt, wie stark die Produktion vom Familienleben der Bigheads beeinflusst wurde, und versöhnt sich mit Rachel, die er nun akzeptiert.
Rocko verkündet vor der Firma seinen Ärger über den Film, da er in seinen Augen von der Original-Serie zu weit entfernt ist. Ed redet ihm gut zu und sagt, dass Veränderungen Teil des Lebens seien und mit Offenheit empfangen werden sollten, was Rocko schließlich einsieht. Plötzlich fliegt die Rakete, die Rockos Haus in den Weltraum brachte, in das Conglom-O-Gebäude, wodurch dieses und Mr. Dupette im Weltall landen. Das eingespielte Geld, das Mr. Dupette für sich behalten wollte, regnet daraufhin auf die Stadt herunter, die dadurch vor dem finanziellen Ruin gerettet wird. Filburt kehrt zu seiner Frau Dr. Linda Hutchinson und den gemeinsamen Kindern zurück, während Ed und Bev gemeinsam mit Rachel in deren Eiscreme-Wagen wegfahren, um woanders ein neues Leben anzufangen.

## Synchronisation
Die Synchronisation des Films wurde bei der Berliner Synchron nach einem Dialogbuch von Eva Maria Peters unter der Dialogregie von Klaus Bauschulte erstellt.
| Figur                 | Englischer Sprecher | Deutscher Sprecher |
| --------------------- | ------------------- | ------------------ |
| Rocko                 | Carlos Alazraqui    | Bernhard Völger    |
| Spunky                | Carlos Alazraqui    |                    |
| Leon Chamaleon        | Carlos Alazraqui    |                    |
| Heffer Wolfe          | Tom Kenny           | Rainer Fritzsche   |
| Chuck Chamaleon       | Tom Kenny           |                    |
| Really Really Big Man | Tom Kenny           | Dennis Sandmann    |
| Captain Compost Heap  | Tom Kenny           |                    |
| Winds of Change       | Tom Kenny           | Kevin Marti        |
| Ed Bighead            | Charlie Adler       | Sven Brieger       |
| Bev Bighead           | Charlie Adler       | Judith Steinhäuser |
| Mr. Dupette           | Charlie Adler       | Frank Kirschgens   |
| Grandpa Wolfe         | Charlie Adler       |                    |
| Filburt Turtle        | Mr. Lawrence        | Hans Hohlbein      |
| Nosey                 | Jill Talley         | Larissa Koch       |
| Dr. Linda Hutchinson  | Linda Wallem        |                    |
| Crazy Aunt Gretchen   | Linda Wallem        |                    |
| Nineman               | Steve Little        |                    |
| Rachel Bighead        | Joe Murray          | Peter Sura         |

## Produktion
Bereits im September 2015 gab Nickelodeon bekannt, in Erwägung zu ziehen, ältere Eigenproduktionen auf eine „neue, erfrischende Art und Weise“ wiederaufleben zu lassen. Ein Jahr später, am 11. August 2016, verkündete der Sender, einen einstündigen Fernsehfilm genehmigt zu haben, der auf Rockos modernes Leben basiere und unter anderem von dem Serienerfinder Joe Murray produziert werde.
Murray verriet am selben Tag gegenüber Vice, dass die Hauptfiguren im Film nach zwanzig Jahren im Weltraum in ihre Heimatstadt zurückkehren werden und es um die Abhängigkeit von moderner Technologie gehe. Am 22. Juni 2017 wurde bekanntgegeben, dass alle Sprecher der alten Serie ihre Rollen wieder übernehmen werden. Zudem solle der Film im Jahr 2018 zu sehen sein. Auf der San Diego Comic-Con International 2017 wurde ein kurzer Trailer präsentiert, der am 20. Juli desselben Jahres auf den offiziellen YouTube-Kanal von Nickelodeon hochgeladen wurde.
Laut Murray wurde er beim Schreiben von den realen gesellschaftlichen Veränderungen der letzten zwanzig Jahre inspiriert. Deshalb entschloss er sich, die Charaktere weiterzuentwickeln und auf eben diese Änderungen reagieren zu lassen. Aus diesem Grund ist auch das Kind der Bigheads, das in der Serie männlich war, im Film eine trans Frau. Laut Murray passe dies perfekt in die Handlung, da es in dem Handlungsstrang von Rachel Bighead nicht nur um Veränderung, sondern auch um die Selbstfindung einer Figur gehe, die den „Mut dazu fände, diese Änderung auch durchzuziehen“. Auf Vorschlag von Nickelodeon berieten sich die Autoren mit der Gay and Lesbian Alliance Against Defamation, kurz GLAAD, damit die Darstellung von Rachel sowohl respektvoll sei als auch zu dem Humor des Films passe.
Als im September 2018 von Nickelodeon immer noch kein genauer Ausstrahlungstermin benannt wurde, kursierten vor allem im Internet Gerüchte, wonach der Film stattdessen auf einer Streaming-Plattform zu sehen sein werde. Murray äußerte sich zu diesen Gerüchten auf seiner Webseite, allerdings wurden sie von ihm weder bestätigt noch verneint, da er „geschworen habe, Stillschweigen“ zu bewahren. Am 10. Mai 2019 bestätigte Robert Bakish, Präsident des Nickelodeon-Mutterunternehmens Viacom, auf einer Pressekonferenz, dass Netflix die Ausstrahlungsrechte erworben hat. Am 16. Juli desselben Jahres gab das Produktionsteam auf Instagram bekannt, dass der Film ab dem 9. August 2019 auf dem Videoportal zu sehen sein wird.